# بحیره طیور
بحیره طیور (به عربی: بحیرة الطیور) یک شهرداری در الجزایر است که در استان الطارف واقع شده‌است. بحیره طیور ۹٬۳۲۰ نفر جمعیت دارد.